# Психотерапија
Психотерапија се дефинише као лечење говором или лечење уз помоћ говора. Психотерапија представља процес који се одвија између терапеута и пацијента или групе пацијената, и састоји се од низа вербалних и невербалних техника које имају за циљ да доведу до бољег менталног функционисања или елиминације симптома менталних болести. Циљ психотерапије је промена до које се долази на постепен и структурисан начин. Психотерапија је у сржи терапија разговором, међутим, психотерапеути могу користити цели дијапазон метода, укључујући уметност, музику, инсценације и покрет. Однос с психотерапеутом кључни је елемент сваке психотерапије. Терапеут с клијентом успоставља добровољан однос, подстакнут од стране клијента и прихваћен од терапеута. Психотерапеут нуди поверљиво и приватно окружење у којем се на сигуран начин могу истраживати и прерађивати тешка искуства. Тренутна теоријска и емпиријска истраживања потврђују важност психотерапијског односа као кључног фактора који утиче на успешност психотерапије.
Најстарији облици психотерапијског деловања могу се приметити у древним видовима лечења и утицања на ментално стање кроз магијске ритуале, а касније у рафинисанијим и систематизованим религијским обредима. Савремена психотерапија, која представља систематски и организовани начин лечења психичких обољења и побољшања менталног функционисања личности, започели су у Француској Шарко и Бернем, а у Аустрији Бројер, којем се касније придружио и Зигмунд Фројд, родоначелник психоанализе.
На саветовању и психотерапији може се радити на различитим проблемима и остваривању различитих циљева. Неки људи уз помоћ психотерапеута желе да боље разумеју себе, други развијају нове животне вештине или унапређују оне којима нису задовољни, неки требају подршку за суочавање с тешким и/или изазовним животним ситуацијама. Помоћ психотерапеута може се тражити и због специфичних разлога, попут траума из раног детињства, поремећаја прехране, психосоматских стања, самоубилачких мисли, посттрауматског стресног поремећаја, опсесивног понашања или фобичних анксиозности. У неким другим ситуацијама, клијенти траже помоћ због свеприсутног осјећаја депресије или анксиозности, због потешкоћа с концентрацијом, незадовољства на послу или немогућности стварања и одржавања задовољавајућих односа. Према подацима Психолошког саветовалишта Универзитетског саветовалишта у Ријеци најчешћи разлози тражења помоћи код студената су: тешкоће у учењу (проблеми с одгађањем, концентрацијом и памћењем, неадекватне навике и/или стратегије учења,...), лоша организација времена, незадовољавајући односи с другима, потиштеност, осамљеност, туга, тескоба, страх, нервоза, брига, паника, ниско самопоштовање, особна несигурност, незадовољство властитим изгледом и проблеми с храњењем. Знакови да је можда време да особа потражи стручну помоћ јесу: проблем који траје дуже времена, особа не функционише на пожељан начин, особа не успева да проблем решити сама или уз помоћ породице, пријатеља и других блиских особа те кориштењем уобичајених стратегија решавања проблема.
Психотерапија није корисна само за појединце који се осећају преплављенима животном ситуацијом, већ и за све појединце жељне личног раста и развоја, јачања на путу до остварења жеља, откривања властитих потенцијала и живљења испуњенијег живота. Наиме, добро психичко здравље много је више од неприсутности психичких болести и тешкоћа, а укључује бројне позитивне карактеристике, као што су: осећај задовољства, жељу за животом, смех и забаву, способност суочавања са стресом и опорављања након тешкоћа, осећај смисла и сврхе (како у активностима, тако и у односима с другим људима), флексибилност у учењу нових ствари и прилагодби на промене, равнотежу посла и забаве, одмора и активности, високо самопоуздање, ... Што не значи да емоционално и психички здраве особе не проживљавају тешке тренутке или не осећају емоционалне проблеме. Промене, разочарања, губици, итд. саставни су и нормални део живота сваке особе, а са собом неизбежно носе осјећај туге и тескобе, стрес и напетост. Предност је емоционално здравих људи што се и након тешкоћа, траума и стресова поновно опораве. Такве особе имају развијене или усвојене начине суочавања са захтевним ситуацијама и задржавају позитиван поглед на ситуацију. Остају фокусиране, флексибилне и креативне, како у тешким временима, тако и у добрим. Када се догоде лоше ствари брже се опорављају и настављају даље.
Неки од циљева психотерапијског сусрета могу бити боље ношење с проблемима и емоционалном нелагодом, подстицање увида и самоанализе код клијента те усвајање нових вештина. Психотерапијски сусрети могу се одвијати један-на-један, укључивати партнера или члана породице и/или се одвијати групно.
Смитх и Глас су 1977. године извели прву велику метаанализу која је комбиновала око 400 студија. Налази су указивали на то да су психотерапије биле учинковите у највећем броју случаја.

## Дефиниције
Термин психотерапија потиче од старогрчке речи psyche (ψυχή што значи „дах; дух; душа”) и therapeia (θεραπεία „лечење; медицински третман”). Оксфордски речник енглеског језика дефинише је као „Лечење поремећаја ума или личности психолошким средствима...“, међутим, у ранијој употреби означавао је лечење болести хипнотичким сугестијама. Психотерапија се често назива „терапија разговором“ или „разговорна терапија“, посебно у општој публици, иако се сви облици психотерапије не ослањају на вербалну комуникацију. Деца или одрасли који се не баве вербалном комуникацијом (или не на уобичајен начин) нису искључени из психотерапије.
Америчко психолошко удружење усвојило је резолуцију о ефикасности психотерапије 2012. године на основу дефиниције коју је развио амерички психолог Џон К. Норкрос: „Психотерапија је информисана и намерна примена клиничких метода и међуљудских ставова изведених из утврђених психолошких принципа у сврху помагања људима да модификују своје понашање, спознаје, емоције и/или друге личне карактеристике у правцима које учесници сматрају пожељним“. Утицајна издања дела психијатра Џерома Франка дефинисала су психотерапију као исцељујући однос коришћењем друштвено одобрених метода у низу контаката који првенствено укључују речи, радње и ритуале — које је Франк сматрао облицима убеђивања и реторике. Историјски гледано, психотерапија је понекад значила „интерпретативне“ (тј. фројдовске) методе, наиме психоанализу, за разлику од других метода за лечење психијатријских поремећаја као што је модификација понашања.
Неке дефиниције саветовања се преклапају са психотерапијом (посебно у приступима који нису усмерени на клијента), или се саветовање може односити на смернице за свакодневне проблеме у одређеним областима, обично краћег трајања са мање медицинским или „професионалним“ фокусом. Соматотерапија се односи на коришћење физичких промена као повреда и болести, а социотерапија на коришћење друштвеног окружења особе да би се извршила терапијска промена. Психотерапија се може бавити духовношћу као значајним делом нечијег менталног/психолошког живота, а неки облици су изведени из духовних филозофија, али се праксе засноване на третирању духовног као засебне димензије не сматрају нужно традиционалним или 'легитимним' облицима психотерапије.

## Разлике између психолога, психијатра и психотерапеута
Психолог, психотерапеут и психијатар међусобно су различите професије. Психолог' је особа која је завршила додипломске или преддипломске и дипломске студије психологије, која има положен психолошки стручни испит и која је члан је државне психолошке коморе. Психологија је друштвена наука чији су предмет проучавања психичких процеса и понашања људи те тако психолозима пружа широко разумевање људског понашања. Примена психологије је разноврсна, те се стога психолози могу срести у школама, болницама, асоцијација, приватним праксама, пословним организацијама, војсци, социјалним службама и разним другим радним контекстима.
За разлику од психолога, психијатар је особа која је дипломирала медицину на Медицинском факултету, а затим специјализовала психијатрију. Најчешће ради у болницама, приватној пракси или заводима за јавно здравство. Психијатар стиче компетенције о информацијама о телу и телесним процесима у човеку, те поседује детаљнија знања о анатомији и функцијама мозга. Кроз своје образовање учи о симптомима и знацима психичких поремећаја и болести, начину њиховог дијагнозирања, те о физиологији, фармакологији и деловању лекова. Уочљива разлика између психијатра и психолога је та што само психијатри могу прописивати лекове и дијагнозирати поремећаје, јер за то поседују потребно медицинско знање. Тако су психијатри више усредоточени на лечење биомедицинских процеса, док психолози могу пружати подршку у контексту клијентових емоција, мотивације, питања идентитета, међуљудских односа, смисла и слично. За разлику од психијатра, само психолог сме примењивати и интерпретирати психолошке тестове, будући да психолози поседују потребно знање из подручја психометрије, конструкције и интерпретације тестова. Резултати психолошких тестирања психијатру олакшавају доношење тачније дијагнозе, а самим тиме осигуравају и бољу помоћ клијенту.
Психотерапеут је особа која обавља психотерапијску делатност. Психотерапеут може бити особа која има завршен преддипломске и дипломске универзитетске студије или интегрисане преддипломске и дипломске универзитетске студије у подручју медицине, психологије, социјалног рада и образовне рехабилитације, социјалне педагогије и логопедије; која има завршен стручни део образовања из психотерапије у трајању од најмање четири године у неком од психотерапијских праваца; која заведена је у именик државне коморе психотерапеута, те која има одобрење за самосталан рад. Психотерапеути могу имати своју приватну праксу, радити у удружењима, болницама и другим установама које нуде услуге психолошке подршке.

## Психотерапијски правци
Психотерапија покрива широки спектар праваца и метода. Психотерапијски правци означавају специфичан скуп теоријских знања, вештина и техника који се темеље на различитим начинима гледања човека и одредница човековог понашања. Сваки је правац утемељен на утврђеним теоријама, методологијама и истраживањима, укорењенима у филозофији личности и људског стања. Неки су приступи оријентисани на третирање и разрешавање симптома те освртање на понашање и спознају. Код других је приступа циљ да дође до промене у личности и емоционалном развоју особе.
Психотерапијски правци могу се поделити у четири главне категорије:
- Дубинске психотерапије (психоанализа, аналитичка психотерапија, психодинамска психотерапија)
- Психодинамски правци
- Хуманистички/феноменолошки правци (на особу усмерена терапија, гесталт терапија, егзистенцијалистичка терапија)
- Бихевиорално-когнитивне терапије
- Системски приступи